# Шамба
Шамба (фр. Chamba) насеље је и општина у источној Француској у региону Рона-Алпи, у департману Лоара која припада префектури Монбризон.
По подацима из 2011. године у општини је живело 51 становника, а густина насељености је износила 9,81 становника/km². Општина се простире на површини од 5,2 km². Налази се на средњој надморској висини од 1087 метара (максималној 1.344 m, а минималној 983 m).

## Демографија
| 1962. | 1968. | 1975. | 1982. | 1990. | 1999. | 2011. |
| ----- | ----- | ----- | ----- | ----- | ----- | ----- |
| 71    | 87    | 81    | 68    | 56    | 53    | 51    |

График промене броја становника у току последњих година